# Quivertip
Quivertip är den övre delen av ett fiskespö som används som en nappindikator. Dessa finns i olika känslighet och de fungerar så att linan spänns upp för att quivertipen ska böjas för att kunna indikera eventuell aktivitet vid betet.
Viktigaste egenskap i dess utformning är dess känslighet. Det är en populär och mycket effektiv metod för mete i både stilla och rinnande vatten. Den används inte för finare fisk (dvs. lax, öring och röding) och sällan eller aldrig används den vid fiske av mycket stora och grova fiskar (till exempel karp eller braxen).